# (23571) Zuaboni
(23571) Zuaboni  es un asteroide perteneciente al cinturón de asteroides, descubierto el 1 de enero de 1995 por Marco Cavagna y Emanuela Galliani desde el Observatorio Astronómico Sormano, en Italia.

## Designación y nombre
Zuaboni se designó inicialmente como 1995 AB.
Más adelante fue nombrado en honor a la italiana Patrizia Zuaboni (n. 1958), amiga de la pareja de astrónomos que contribuyó a que se casaran.

## Características orbitales
Zuaboni orbita a una distancia media del Sol de 2,5764 ua, pudiendo acercarse hasta 2,2419 ua y alejarse hasta 2,9109 ua. Tiene una excentricidad de 0,1298 y una inclinación orbital de 16,4572° grados. Emplea en completar una órbita alrededor del Sol 1510 días.

## Características físicas
Su magnitud absoluta es 13,4. Tiene 5,882 km de diámetro. Su albedo se estima en 0,203.